# Розмари Сътклиф
Розмари Сътклиф (на английски: Rosemary Sutcliff) е английска писателка, авторка на бестселъри в жанровете исторически роман и детска литература.

## Биография и творчество
Розмари Сътклиф е родена на 14 декември 1920 г. в Ийст Кландън, графство Съри, Англия, в семейството на Джордж Сътклиф и Неси Елизабет. Прекарва детството си в Малта и в различни морски бази, където баща ѝ служи като офицер от Кралската флота. Заболява от ревматоиден артрит и от много млада е прикована към инвалидна количка. Поради хроничната си болест прекарва по-голямата част от времето си заедно с майка си, от която научава много за келтските и саксонските легенди. Чете много исторически книги. На 14 години влиза в училище по изкуствата в Бидефорд и завършва тригодишния общ курс. След дипломирането си работи като художник на портретни миниатюри.
Вдъхновена от детските исторически романи на Джефри Трейз сама започва да пише. Първата ѝ книга за юноши „Хрониките на Робин Худ“ е публикувана през 1950 г.
През 1954 г. е публикуван първият ѝ исторически роман „Орелът на Девети легион“ от едноименната поредица посветена на Римска Британия. Главен герой е младият амбициозен римски офицер Маркус Флавий Акуила, който иска да открие истината за легиона на баща си и да върне символа на Деветия легион – римският орел, символ на честта на легиона. Заедно с освободения си бивш роб Еска пътува отвъд стената на Адриан сред враждебните северни племена. За романа и втората част от поредицата – „Сребърната клонка“ е пачели втора награда, а за третата част – „Пазителите на светлината“ е удостоена с медала „Карнеги“ от библиотечната асоциация, който го определя като най-добрата детска книга за годината. През 1977 г. романът „Орелът на Девети легион“ е екранизиран в едноименния телевизионен минисериал с участието на Антъни Хигинс, Кристиан Родска и Питър Уитбреад. През 1984 г. по романа е направен филмът „The Bengal Lancers!“ с участието на Майкъл Йорк и Майлс О'Кийф. През 2011 г. отново е екранизиран в блокбъстъра „Орелът“ с участието на Чанинг Тейтъм, Джейми Бел и Доналд Съдърланд.
Авторката детайлно проучва историческата епоха, която описва. Всичко в романите ѝ е достоверно, съобразено с най-новите открития на историческата наука. Специално за нуждите на училищата тя преразказва някои от най-известните митове като тези за Одисей, Робин Худ, Крал Артур, Олимпийските игри и рицарите на кръглата маса.
През 1975 г. е удостоена с отличието Офицер от Ордена на Британската империя, а през 1992 г. с отличието Командор на Ордена на Британската империя. Определена е от литературната критика като „кралица на историческия роман“.
Живее години в Уолбъртън близо до Аръндел, Съсекс, и пише неуморно до смъртта си. Не е била женена и няма деца.
Розмари Сътклиф умира на 23 юли 1992 г. в Чичестър, Западен Съсекс.

## Произведения

### Самостоятелни романи
- Lady in Waiting (1957)
- Rider on a White Horse (1959)
- Sword at Sunset (1963)
- The Flowers of Adonis (1969)
- Blood and Sand (1987)

### Серия „Орелът на Девети легион“ (Eagle of the Ninth)
1. The Eagle of the Ninth (1954) – издаден и като „The Eagle“
Орелът на Девети легион, изд.: ИК „Пан“, София (1998), прев. Боряна Терзиева
2. The Silver Branch (1957)
3. The Lantern Bearers (1959) – медал „Карнеги“
4. Dawn Wind (1961)
5. Frontier Wolf (1980)

### Серия „Легенди за крал Артур“ (Legends of King Arthur)
1. Sword at Sunset (1963)
2. The Light Beyond the Forest (1979)
3. The Sword and the Circle (1981)
4. The Road to Camlann (1981)

### Детска литература
- Chronicles of Robin Hood (1950)
- The Queen Elizabeth story (1950)
- The Armourer's House (1951)
- Brother Dustyfeet (1952)
- Simon (1953)
- Outcast (1955)
- The Shield Ring (1956)
- Warrior Scarlet (1957)
- The Bridge Builders (1959)
- Knight's Fee (1960)
- Dragon Slayer (1961) – издаден и като „Beowulf“
- The Hound of Ulster (1963)
- The Invaders (1964)
- The Flowers of Adonis (1965)
- The Mark of the Horse Lord (1965) – награда „Феникс“
- The Chief's Daughter (1967)
- The High Deeds of Finn Mac Cool (1967)
- A Circlet of Oak Leaves (1968)
- The Witch's Brat (1970)
- Tristan and Iseult (1971) – награда „Хорн“
- The Truce of the Games (1971)
- The Capricorn Bracelet (1973)
- The Changeling (1974)
- We Lived in Drumfyvie (1975) – с Маргарет Лифорд-Пайк
- Blood Feud (1976)
- Sun Horse, Moon Horse (1977)
- Shifting Sands (1977)
- Song for a Dark Queen (1978)
- Eagle's Egg (1981)
- Bonnie Dundee (1983)
- Flame-coloured Taffeta (1986)
- The Shining Company (1990)
- The Minstrel and the Dragon Pup (1993)
- Black Ships before Troy (1993)
- The Wanderings of Odysseus (1995)
- Sword Song (1997)

### Документалистика
- Rudyard Kipling (1960)
- Blue Remembered Hills (1963) – автобиография
- Heroes and History (1965)
- A Saxon Settler (1965)
- Arthur Ransome, Rudyard Kipling and Walter De La Mare (1968) – с Леонард Кларк и Хю Шели
- Is Anyone There? (1978) – с Моника Дикенс

### Екранизации
- 1967-1971 Jackanory – ТВ сериал, 10 епизода по романите
- 1974 Ghost Story – сценарий
- 1977 The Eagle of the Ninth – ТВ минисериал, 6 епизода по романите
- 1984 Мечът на храбреца, Sword of the Valiant: The Legend of Sir Gawain and the Green Knight – диалог
- 1984 The Bengal Lancers! – по романа „Орелът на Девети легион“
- 1990 Sea Dragon – ТВ сериал, 4 епизода, по романите
- 2011 Орелът, The Eagle – по романа „Орелът на Девети легион“